# ムアンスパンブリー郡
座標: 北緯14度29分4秒 東経100度7分25秒 / 北緯14.48444度 東経100.12361度
ムアンスパンブリー郡（ムアンスパンブリーぐん）はタイ中部・スパンブリー県にある郡（アムプー）。同県の県庁所在地（ムアン）でもある。

## 名称
スパンブリーは「金の街」という意味である。『大明実録』などの漢籍には蘇門邦として出ている。

## 歴史
スパンブリーは古くは、ジャヤーヴァルマアン7世時代のプラーサートプラカン碑文などに、スパンナプラという文字が出ている。アユタヤ王朝初代王ラーマーティボーディー1世の出身地と伝えられる。また、『大明実録』によればアユタヤ王即位前のナカリンタラーティラートが蘇門邦王と称してアユタヤ王朝とは別にスパンブリーから朝貢を行っている。また、アユタヤとビルマが戦いを繰り広げた地でもある。
時代は下り、郡として成立したときはスパンブリーは当初ウィハーンデーン郡と呼ばれたが、次にはターピーリエン郡と呼ばれた。1938年、県庁所在地は県と同じ呼ばれ方をされるべきだという政府の政策に従って、ムアンスパンブリー郡と呼ばれることになった。

## 地理

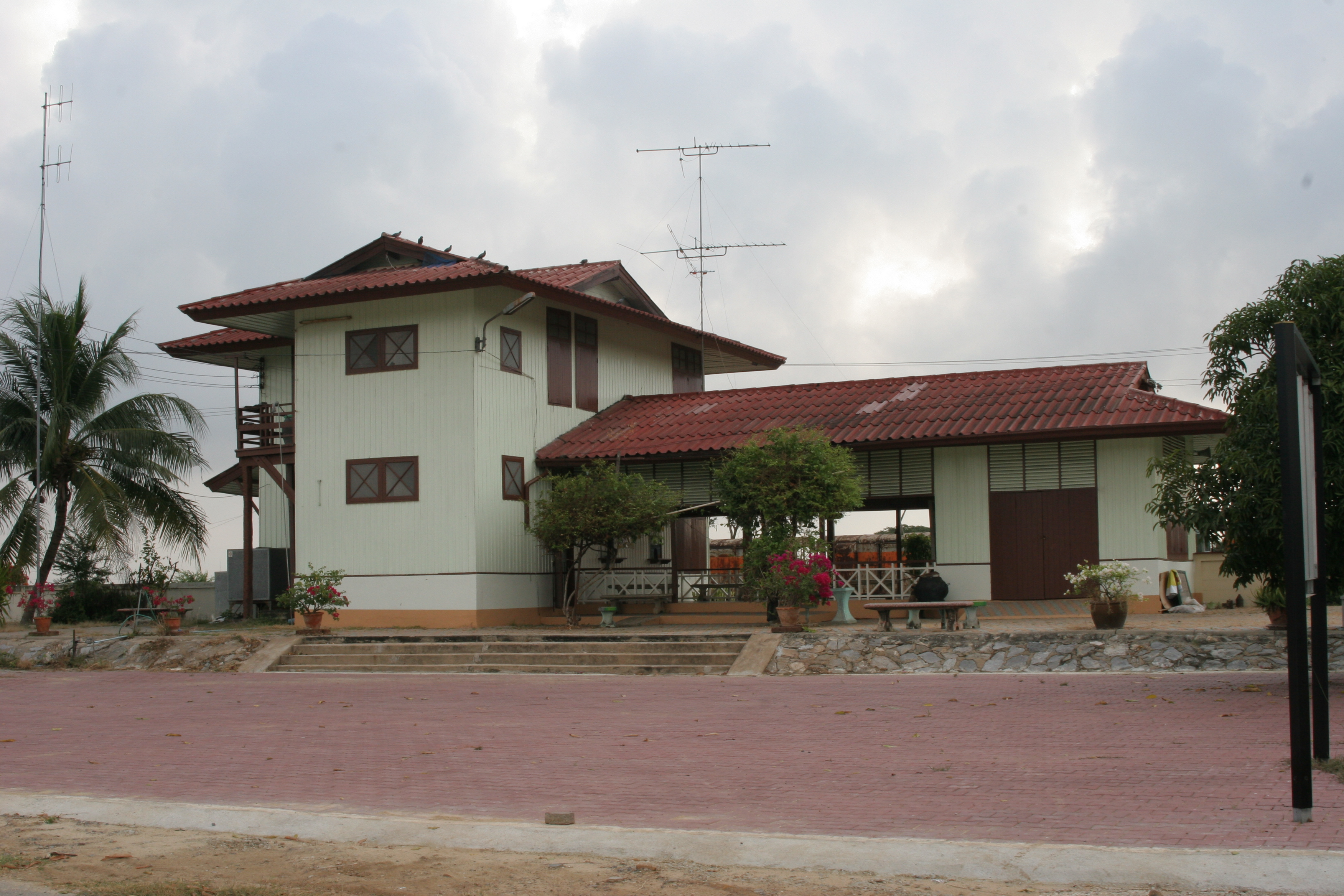
スパンブリー駅

ターチーン川の形成した平地に広がる。市の主な水源はターチーン川である。
国道340号線が南北に通っており北にチャイナート方面、南にバーンブワトーン方面とつながっている。東に329号線が出ておりバーンパハン方面とつながっている。北に322号線が走っておりドーンチェーディーとつながっている。また、南西に国道324号線が延びており、カーンチャナブリー方面とつながっている。また、タイ国有鉄道南本線スパンブリー支線の終点であるスパンブリー駅がある。

## 経済
農業が盛んでありコメや野菜、果物のほか、魚の養殖や牧畜も盛ん。農産物を加工する工業も盛んである。

## 行政区分
郡は20のタムボンに分かれ、さらにその下位に123の村（ムーバーン）がある。自治体（テーサバーン）が設置されており以下のようになっている。
- テーサバーンムアン・スパンブリー・・・タムボン・ターピーリエンの全体とタムボン・ルワヤイ、タムボン・ターラハットの一部
- テーサバーンタムボン・サデット・・・タムボン・サケーオ全体
- テーサバーンタムボン・スワンテーン・・・タムボン・スワンテーン、タムボン・サーラーカーオの全体
- テーサバーンタムボン・ポープラヤー・・・タムボン・ポープラヤーの一部

また郡内には18のタムボン行政体（オンカーンボーリハーンスワンタムボン）が設置されている。
1. タムボン・ターピーリエン・・・ตำบลท่าพี่เลี้ยง
2. タムボン・ルワヤイ・・・ตำบลรั้วใหญ่
3. タムボン・タップティーレック・・・ตำบลทับตีเหล็ก
4. タムボン・ターラハット・・・ตำบลท่าระหัด
5. タムボン・パイクワーン・・・ตำบลไผ่ขวาง
6. タムボン・コークコータオ・・・ตำบลโคกโคเฒ่า
7. タムボン・ドーンターン・・・ตำบลดอนตาล
8. タムボン・ドーンマサン・・・ตำบลดอนมะสังข์
9. タムボン・ピハーンデーン・・・ตำบลพิหารแดง
10. タムボン・ドーンカムヤーン・・・ตำบลดอนกำยาน
11. タムボン・ドーンポートーン・・・ตำบลดอนโพธิ์ทอง
12. タムボン・バーンポー・・・ตำบลบ้านโพธิ์
13. タムボン・サケーオ・・・ตำบลสระแก้ว
14. タムボン・タリンチャン・・・ตำบลตลิ่งชัน
15. タムボン・バーンクン・・・ตำบลบางกุ้ง
16. タムボン・サーラーカーオ・・・ตำบลศาลาขาว
17. タムボン・スワンテーン・・・ตำบลสวนแตง
18. タムボン・サナームチャイ・・・ตำบลสนามชัย
19. タムボン・ポープラヤー・・・ตำบลโพธิ์พระยา
20. タムボン・サナームクリー・・・ตำบลสนามคลี